# Pierre Toussaint
Pierre Toussaint (Puerto Príncipe, Saint Domingue, 1766 - Nueva York, Estados Unidos, 30 de junio de 1853) fue un laico católico franco-estadounidense de origen haitiano, que anteriormente fue esclavo. Desde 1991 se encuentra en proceso de beatificación por la Iglesia católica.

## Biografía
Pierre Toussaint nació en Puerto Príncipe, en Saint Domingue (actual Haití) y llegó a Estados Unidos como esclavo en 1787. A la edad de 21 años, trabajó como peluquero en la casa de la familia Bérard. Cuando su amo murió en 1800, Pierre se hizo cargo de todos sus bienes y posesiones. Se casó con la esclava Juliette Noel, pero sin tener descendencia, y durante una epidemia de fiebre amarilla, Pierre Toussaint fundó asilos y hospicios para niños huérfanos. Se le otorgó su libertad en 1807.
Murió en Nueva York, (Estados Unidos), en 1853, a la edad de 87 años. Sus restos fueron trasladados del cementerio de Nueva York a una cripta en la Catedral de San Patricio de Nueva York, donde yacen actualmente.
Fue declarado venerable en 1996, y está en la fase final de su proceso de beatificación.